# Pioneros de Delicias
Los Pioneros de Delicias es un equipo deportivo de baloncesto profesional que milita en la Liga de Básquetbol Estatal de Chihuahua, obteniendo el título en mayo del año 2018 bajo el mando del entrenador dominicano Abraham Disla.
A partir de 2024, el equipo de básquetbol femenil Pioneras de Delicias, participan en la Liga ABC MEX, las cuales representarán a México en la Liga Femenina de Baloncesto de las Américas 2024.

## Estadio
Juegan en el Gimnasio Municipal de Delicias, que cuenta con una capacidad para 2400 observadores. El estadio ha recibido críticas debido a su escasa capacidad, por lo que en 2014, el entonces alcalde Jaime Beltrán del Río proyectó demolerlo para construir otro que contaría con estacionamiento subterráneo, pero esto solo quedó en proyecto.

## Jugadores

### Roster
| Pioneros de Delicias Temporada 2025 |    |                           |                                     |
| C U E R P O T É C N I C O           |    |                           |                                     |
| Entrenador                          |    | Bandera de España         | Pedro Carrillo Ballester (Baja)     |
| Entrenador                          |    | Bandera de México         | Jesús Florentino Chávez Valles      |
| Asistente                           |    | Bandera de Argentina      | Manuel Collatti (Baja)              |
| J U G A D O R E S                   |    |                           |                                     |
| Alero                               | 1  | Bandera de Estados Unidos | Tyrone White                        |
| Ala-pívot                           | 3  | Bandera de Estados Unidos | Anthony Shey Tarke (Baja)           |
| Escolta                             | 6  | Bandera de Canadá         | George Alexander Campbell           |
| Alero                               | 7  | Bandera de México         | Saúl Misael Santana Corral          |
| Escolta                             | 8  | Bandera de México         | José Alberto Cruz Abarca            |
| Base                                | 10 | Bandera de Uruguay        | Diego García Salort                 |
| Pívot                               | 13 | Bandera de Estados Unidos | Deion Maurice McClenton             |
| Base                                | 14 | Bandera de Estados Unidos | Kenny Montrell Dawkins (Baja)       |
| Escolta                             | 16 | Bandera de México         | Raúl Eduardo Delgado Cruz           |
| Pívot                               | 17 | Bandera de México         | Alejandro Reyna Martínez (Inactivo) |
| Alero                               | 18 | Bandera de México         | Óscar de Jesús Romero García        |
| Alero                               | 19 | Bandera de México         | Jesús Alberto Coria Gómez           |
| Escolta                             | 21 | Bandera de México         | Ramón Gerardo Limas Cano            |
| Pívot                               | 24 | Bandera de Estados Unidos | Raphiael Rashad Putney              |
| Alero                               | 27 | Bandera de Panamá         | Daniel Oscar Girón Villarreal       |
| = Capitán                           |    |                           |                                     |

 =  Cuenta con nacionalidad mexicana. 

### Roster ABC MEX
| Pioneras de Delicias Temporada 2024 |    |                           |                                   |
| C U E R P O T É C N I C O           |    |                           |                                   |
| Entrenador                          |    | Bandera de México         | Ulises Roldán                     |
| Asistente                           |    | Bandera de México         | Omar Hernández                    |
| J U G A D O R A S                   |    |                           |                                   |
| Alero                               | 4  | Bandera de México         | Perla Rubí Hernández Fierro       |
| Escolta                             | 7  | Bandera de México         | Paulina Rodríguez Meza            |
| Ala-pívot                           | 8  | Bandera de México         | Ailen Granados                    |
| Base                                | 11 | Bandera de México         | Karime Itzel Rosales Holguín      |
| Base                                | 12 | Bandera de México         | Olivia Torres                     |
| Ala-Pívot/Pívot                     | 14 | Bandera de México         | Jazmín Valenzuela Álvarez         |
| Ala-pívot                           | 16 | Bandera de México         | Adriana Romero Chávez             |
| Base                                | 18 | Bandera de México         | Abdi Jahdai Xicoténcatl Rodríguez |
| Base                                | 20 | Bandera de México         | Ximena Hernández                  |
| Ala-pívot                           | 21 | Bandera de México         | Karla Kasandra Hernández Silva    |
| Escolta                             | 24 | Bandera de México         | Ingrid Martínez Treviño           |
| Pívot                               | 25 | Bandera de Estados Unidos | A'Jah Davis                       |
| Alera                               | 77 | Bandera de México         | Carmen Alexia González Lagunas    |
| Base                                | 88 | Bandera de Estados Unidos | Briahanna Marae Leigh Jackson     |
| = Capitán                           |    |                           |                                   |

 =  Cuenta con nacionalidad mexicana. 

### Roster WBLA
| Pioneras de Delicias Temporada 2024 |    |                           |                                   |
| C U E R P O T É C N I C O           |    |                           |                                   |
| Entrenador                          |    | Bandera de México         | Ulises Roldán                     |
| Asistente                           |    | Bandera de México         | Omar Hernández                    |
| J U G A D O R A S                   |    |                           |                                   |
| Alero                               | 4  | Bandera de México         | Perla Rubí Hernández Fierro       |
| Ala-pívot/Pívot                     | 5  | Bandera de Estados Unidos | Taiyier Parks                     |
| Escolta                             | 7  | Bandera de México         | Paulina Rodríguez Meza            |
| Alera                               | 10 | Bandera de México         | Daniela María Soto Gómez          |
| Ala-Pívot/Pívot                     | 14 | Bandera de México         | Jazmín Valenzuela Álvarez         |
| Ala-pívot                           | 16 | Bandera de México         | Adriana Romero Chávez             |
| Base                                | 17 | Bandera de Venezuela      | Waleska Pérez                     |
| Base                                | 18 | Bandera de México         | Abdi Jahdai Xicoténcatl Rodríguez |
| Base                                | 20 | Bandera de Argentina      | Camila Suárez                     |
| Ala-pívot                           | 21 | Bandera de México         | Karla Kasandra Hernández Silva    |
| Pívot                               | 25 | Bandera de Estados Unidos | A'Jah Davis                       |
| Alera                               | 77 | Bandera de México         | Carmen Alexia González Lagunas    |
| = Capitán                           |    |                           |                                   |

 =  Cuenta con nacionalidad mexicana. 